# Il·luminació d'estat sòlid

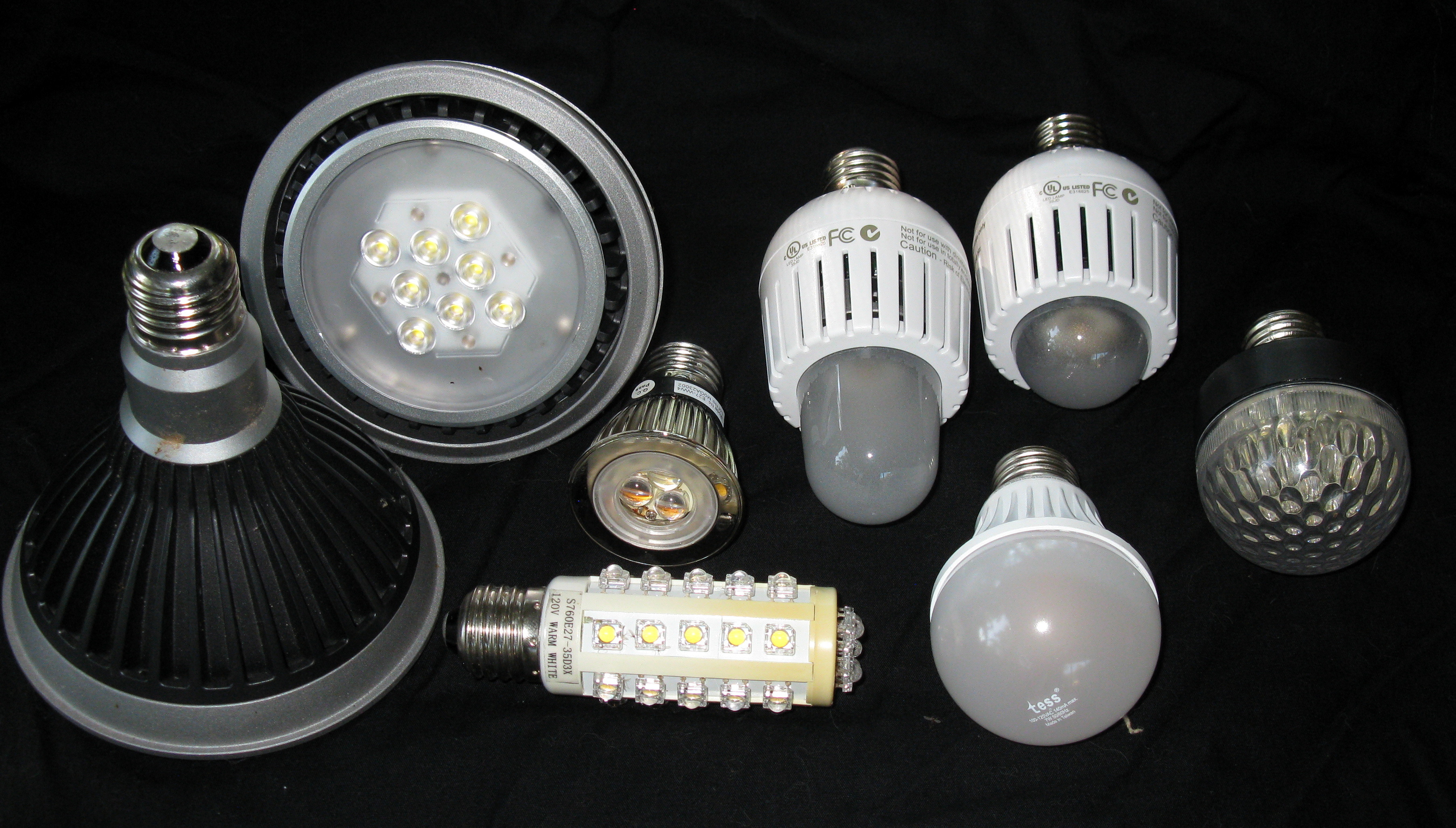
Làmpades LED variades

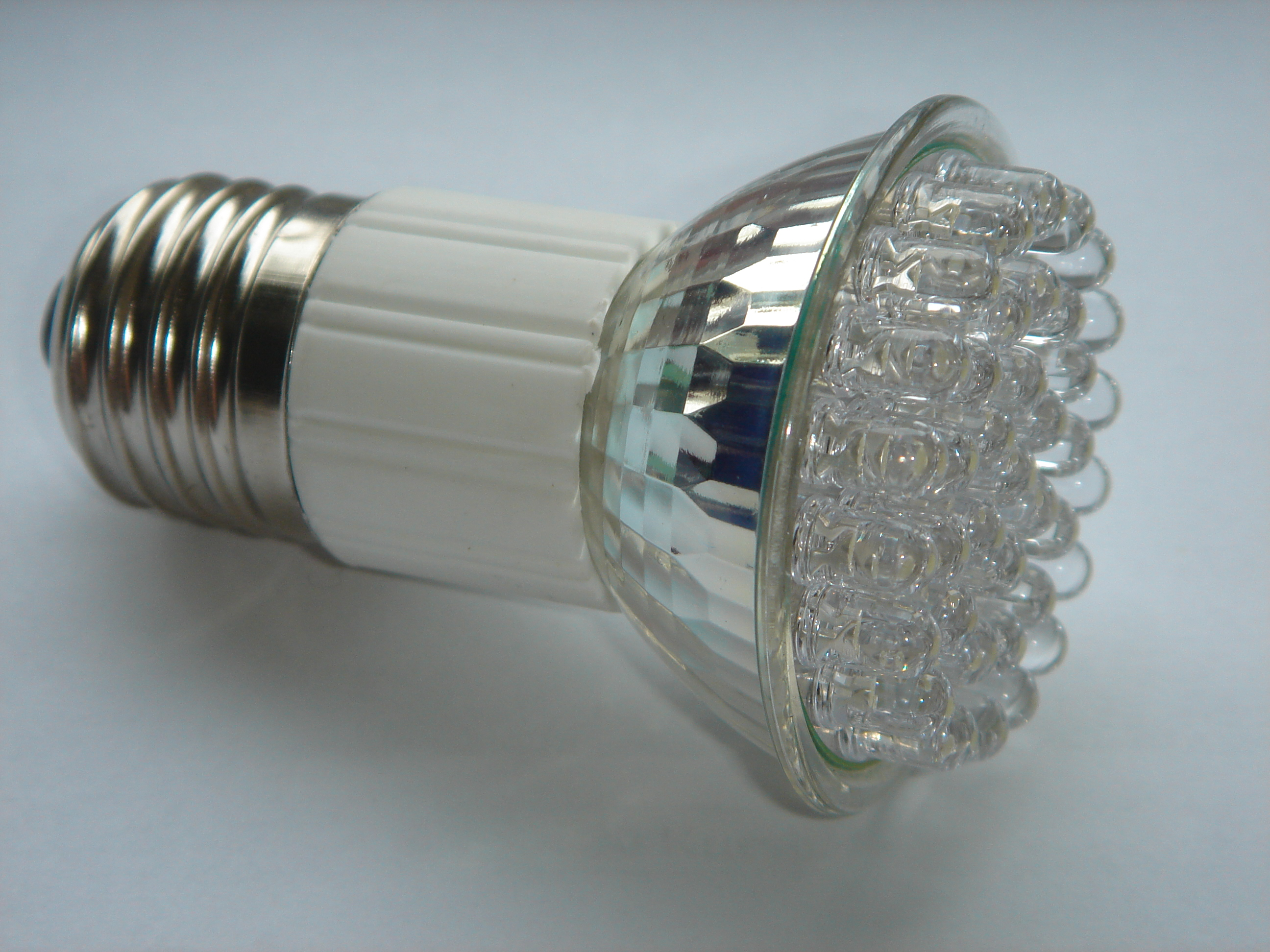
Llum LED amb Rosca Edison E27.

L'il·luminació d'estat sòlid (solid-state lighting en anglès), és un tipus d'il·luminació en què s'empren dispositius com ara díodes emissors de llum (LED), díodes orgànics emissors de llum (OLED) o díodes emissors de llum basats en polímers (PLED), com a font d'il·luminació. El terme «sòlid» fa referència al fet que la llum és emesa per un objecte en estat sòlid, generalment un semiconductor. Es difereixen dels sistemes que fan servir un filament dins d'un gas com els tubs de buit o de gas, on la llum és emesa per un element en un altre estat o intervé un element en un altre estat, aquest és el cas de les tradicionals làmpades fluorescents i les bombetes incandescents.
Les làmpades d'estat sòlid produeixen llum amb un menor escalfament, una major eficiència energètica i menys primeres matèries. A més resisteixen molt millor contra impactes mecànics i vibracions que les bombetes i tubs de vidre, i contenen un volum de components tòxics molt menor. Això n'augmenta la fiabilitat en diferents condicions d'operació i presenta nombrosos avantatges en sistemes d'enllumenat crítics. Tenen en mitjana una vida útil entre 40 i 45 vegades superior que la bombeta elèctrica tradicional el que redueix considerablement el volum de residus. Tot i això contenen elements tòxics com arsènic, níquel, plom i argent, però cap mercuri. A les Espanyes, se les han de tractar segons les regles per als residus d'aparells elèctrics i electrònics (RAEE).

## LEDs d'alta eficàcia lluminosa
Al setembre de 2003, va ser presentat un nou tipus de LED blau per part de l'empresa Cree Inc. proporcionant 24 MW a 20 mA i produint una llum blanca en encapsulat comercial de 65 lm/W a 20 mA. Va ser el LED blanc més brillant disponible al mercat en aquell moment, aquesta xifra és més de quatre vegades superior a la de les bombetes incandescents estàndard. El 2006, es va presentar un prototip de LED blanc amb una eficàcia lluminosa de 131 lm/W a 20 mA, poc més tard Nichia Corporation va desenvolupar un LED blanc amb una eficàcia lluminosa de 150 lm/W amb un corrent directe de 20 mA La XLamp de Cree Inc. XM-L LED, disponible al mercat des de 2011, generant 100 lumen/W a plena potència de 10 watts, i fins a 160 lumen/W amb 2 watts de potència d'entrada.
El 5 de juliol de 2012 la companyia Seoul Semiconductors va presentar el nPola LED de 5 a 10 vegades més brillant que el LED estàndard. Dona una llum blava que cal filtrar cap a altres colors.) Aquest nou LED dona 500 lumen/W contra els 100 lumen/W obtinguts fins aquell moment. És un avenç molt important que permet substituir amb avantatge els llums fluorescents compactes. Per a la producció d'una làmpada LED que reemplaça una bombeta de 60 W a la llar, calen uns 10-20 LED. Per donar una idea, la mateixa intensitat lumínica ara es pot aconseguir amb només un o dos «LEDs nPola».